# ナザロフ環化
ナザロフ環化(Nazarov cyclization reaction)とは有機化学における化学反応の一種であり、ルイス酸触媒下でジビニルケトンからシクロペンテノンが生成する反応である。
反応の鍵中間体はペンタジエニルカチオンであり、鍵反応はペンタジエニルカチオンの4π 電子環状反応による閉環である。Nazarov, I. N (Ivan Nazarov) によって報告された。

## 反応機構
反応はルイス酸のカルボニル酸素への配位で開始する。配位によって生成した鍵中間体であるペンタジエニルカチオンがウッドワード・ホフマン則に従い同旋的に閉環する。生成したシクロペンテニルカチオンからプロトンとルイス酸が脱離してシクロペンテノンが生成する。